# Павлодарський тракторний завод

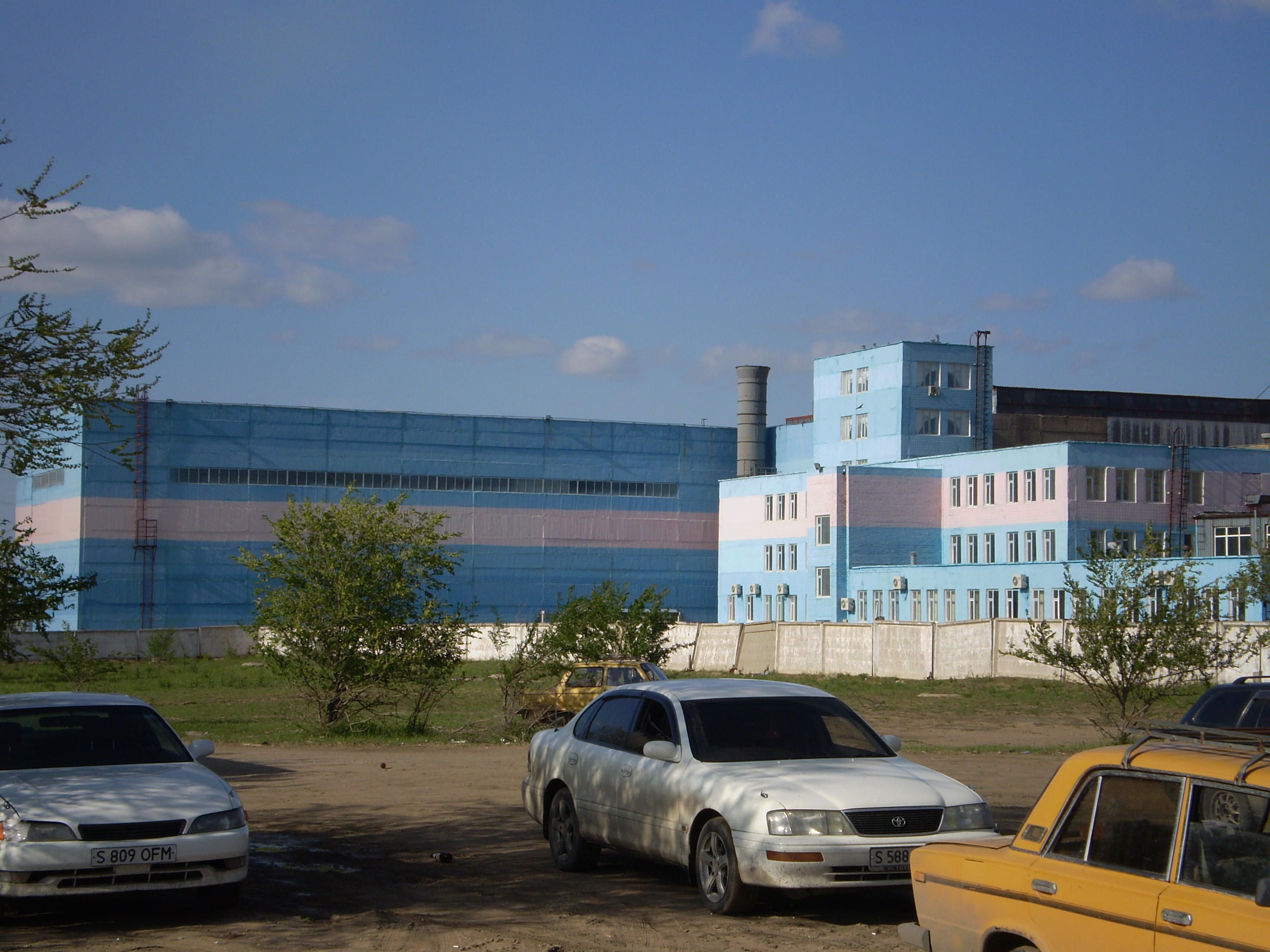
«Павлодарський тракторний завод» ім. В. І. Леніна. Нові приміщення

ВО «Павлодарський тракторний завод» ім. В. І. Леніна — підприємство, що випускає тракторну техніку та комплектуючі. Засновано 4 березня 1966 р., розташоване в місті Павлодар, Казахстан.
З початком ринкових відносин у 90-ті роки XX століття тракторне виробництво фактично зупинилося. Частина цехів і інший майновий комплекс заводу почав розпродаватися і на його базі з'явилося безліч підприємств, серед яких одними з найбільш успішних є створені на базі ливарних цехів заводу ТОВ «Кастинг» (сталеливарне виробництво) і ТОВ «KSP Steel» (трубопрокатне виробництво).

## Історія

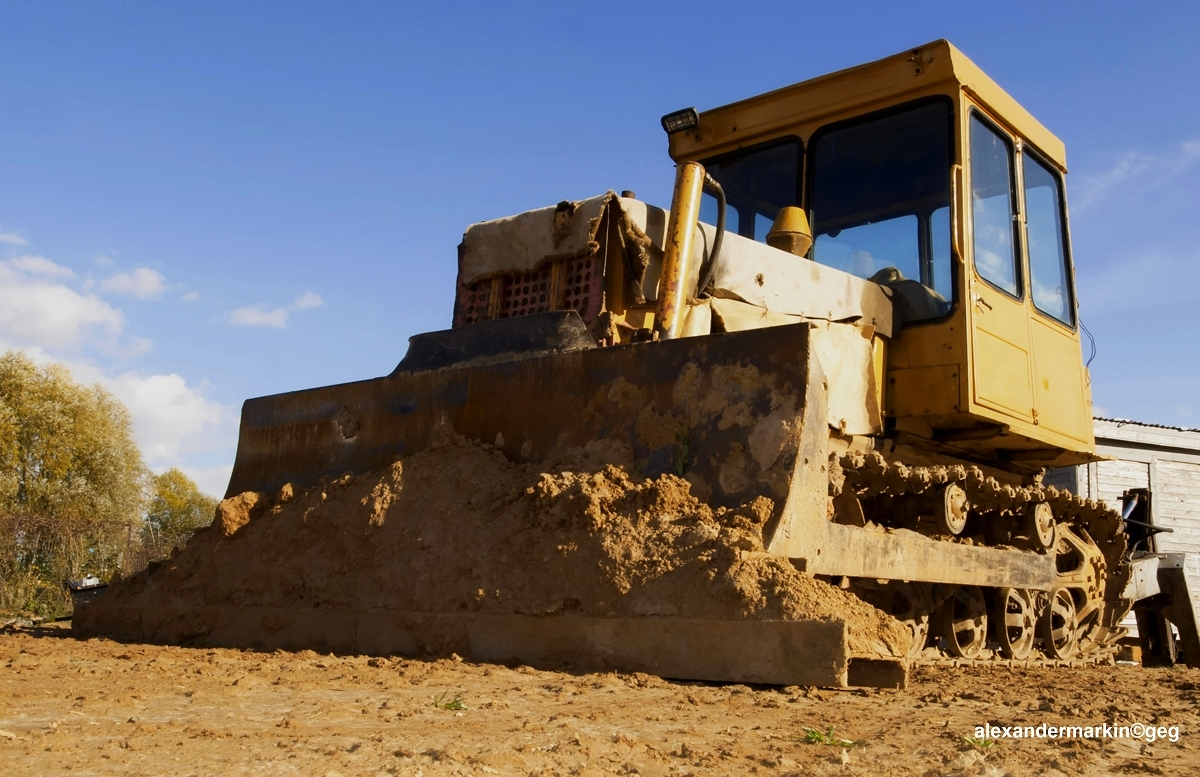
ДТ-75М «Казахстан»

### Початок роботи. ДТ-75М
У середині 60-х рр. під час освоєння казахстанської цілини радянська влада прийняли рішення створити масовий трактор з випуском його в Казахстані, з метою чого 4 березня 1966 року було засновано Павлодарский тракторний завод. У 1967 р заснований завод спецінструменту і технологічної оснастки при ПТЗ. З 1968 р завод виробляє деталі трансмісії до Волгоградських тракторів ДТ-75, а пізніше — з 12 серпня 1968 року — складає трактори ДТ-75М «Казахстан», які, до того часу, випускав лише Волгоградський тракторний завод ..
Згодом виробництво ДТ-75М було повністю передане на ПТЗ, де він випускався до кінця 1980-х років. Офарблювався в синій колір з білим дахом і написом «Казахстан» на боці капота. Довгі роки генеральним директором заводу працював Едуард Олександрович Калінін, який згодом став першим заступником міністра тракторного і сільськогосподарського машинобудування СРСР.
З середини 1980-х завод переходить на випуск нової моделі трактора ДТ-75МЛ з характерною «квадратною» кабіною зі збільшеною площею скління, і, з початку 1990-х років, На базі цього трактора почали випускатися дві модифікації: ДТ-90П — промислова і ДТ-75Т — сільськогосподарська.

### Спад виробництва і банкрутство
У 1984 році був встановлений рекорд продуктивності — за рік тракторобудівники зібрали 55 тисяч машин. Але вже в 1997 році випуск тракторів знизився до 1,879 штук. Після падіння радянської влади і зміни поставних і закупівельних схем завод втратив свого покупця і не витримав агресивної ринкової боротьби.

### Закінчення існування заводу
Після банкрутства в 1998 році тракторний завод викупило АТ «Алматинський завод "Поршень"», яке з лютого 1999 року почало тут виробничу діяльність. Тоді ж керівництво знову організованого ВАТ «Казахстантрактор» оголосило про те, що на базі Павлодарського підприємства буде створюватися республіканський Техноград, який стане забезпечувати сільське господарство різною технікою. Згідно бізнес-плану, на першому етапі (2001—2005 роки) передбачалося поставити на конвеєр трактор Т-95.4, раніше розроблений заводськими конструкторами, налагодити спільно з мінчанами випуск колісних тракторів «Білорусь» (МТЗ-80 і МТЗ-82), освоїти виробництво не тільки валкової причіпної жатки «Кейс» (модель 8240) і сівалки точного висіву, а й зернозбирального комбайна. Однак, після зміни керівництва ВАТ «Казахстантрактор» плани зростання підприємства змінилися, і всі плани із відновлення підприємства залишилися невиконаними. Керівництво Казахстану не зацікавлене у відновленні тракторного заводу і планує передати його виробничі потужності іншим галузям.